# Maimouna Traoré
Maimouna Traoré, née le 1er janvier 1998, est une footballeuse internationale malienne qui joue au poste d'attaquante pour l'équipe du Mali,. Elle a représenté son pays, le Mali, à la Coupe d'Afrique des Nations féminine 2018, jouant deux matches.  

## Biographie
En 2023, elle participe à la Ligue des champions africaine avec l'AS Mandé. Lors du deuxième match de poules face à Ampem Darkoa, elle réalise trois passes décisives pour sa coéquipière Oumou Koné.